# Vulgáris latin

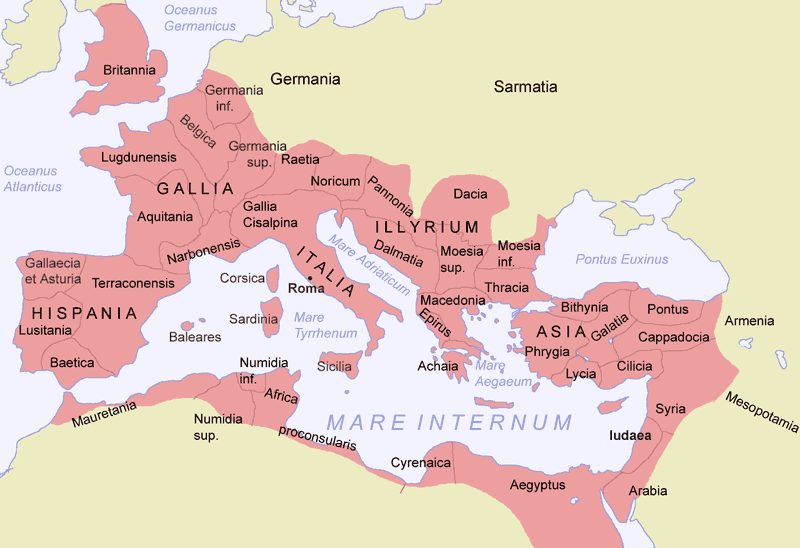
A Római Birodalom területe

A vulgáris latin (latinul sermo vulgaris, azaz „köznyelv”) hagyományos értelemben a Római Birodalom lakossága által a birodalom utolsó évszázadaiban használt – és feltehetően egészen a 6. századig viszonylag egységes – latin köznyelv változatainak (dialektusainak és szociolektusainak) összességét jelenti. Mára kissé elavult kifejezés, ugyanis sokáig úgy gondolták, mintha a latin és a vulgáris latin között valamiféle szakadás lenne, vagyis mintha két nyelv élne egymás mellett. Valójában azonban nem erről van szó: a latin nyelv, mint az élő nyelvek általában, szüntelenül változott a nép ajkán, mígnem területileg elkülönült dialektusokra bomlott, amelyekből több százados fejlődés eredményeképpen kialakultak az újlatin nyelvek. A vulgáris latin megjelölést így az összehasonlító nyelvészetben az újlatin nyelvek alapjára való hivatkozásként használják.

## Történeti áttekintés
A latin kezdetben egy igen kis területen beszélt nyelvváltozat volt Itáliában, olyan nagy fontosságú és magasabb kultúrát közvetítő nyelvek mellett, mint például a nem indoeurópai eredetű etruszk, vagy a görög. Máig érthetetlen, hogyan terjedhetett el a későbbiekben oly nagy mértékben, hiszen fordítva is történhetett volna: ha nevezetesen az etruszk válik Itália kultúrnyelvévé, akkor nagy valószínűséggel ma nem is beszélhetnénk újlatin nyelvekről. Amikor az ókori Róma felülkerekedett és meghódította először Itália többi részét, a római katonák által beszélt latin már akkor mutatott különféle szubsztrátum hatásokat (indoeurópai: kelta, oszk-umber, görög; illetve nem indoeurópai: etruszk, rhaetiai stb.). E hatásoknak köszönhető például az észak-itáliai, valamint az összes nyugati nyelvjárásban a szóközi egyszerű zöngétlen zárhangok /p, t, k/ zöngésülése [b, d, g], majd sok nyelvjárásban elgyengülése, illetve eltűnése. Mivel a latin ily módon a valóságban beszélt, élő nyelv volt, amely – mint minden nyelv – folyamatosan változott, nem beszélhetünk úgy egy vulgáris latinról, mint a latintól eltérő nyelvről, hiszen a vulgáris latin volt maga a latin. Ugyanakkor egy fogalom nem utalhat egy dologra és egyidőben annak az ellenkezőjére, következésképpen a vulgáris latin, mint egységes nyelv, soha nem létezett. A folyamat éppen ellenkezőleg zajlott le. Róma terjeszkedése és a Mediterráneum meghódítása után szükségessé vált egy egységes, a közigazgatásban, a provinciák közötti kommunikációban és kultúra közvetítésében nélkülözhetetlen irodalmi nyelv kimunkálása, vagyis egy mesterséges nyelvi állapot létrehozása a nyelv szabályozásával, sztenderdizálásával: ennek eredménye az a klasszikus latin, amelyet ma csak latinként említünk.
A beszélt latin persze eközben folyamatosan fejlődött, regionális változatokra bomlott. A Római Birodalom széthullása után és a germán (gót), arab hódítások folytán a közös irodalmi nyelv hatása egyre csökkent, a római provinciák közötti kommunikáció megszakadásával és az analfabetizmus növekedésével pedig az egyes latin nyelvjárások közötti különbségek kiéleződtek. A „barbár népek” (germánok, arabok) hódításaival azonban idővel kialakult egy törekvés az irodalmi latin, mint a művelt nyelv visszaállítására, azonban ezt már a nép nem értette: a hivatalos szövegeket le kellett fordítani az – azelőtt írásban nem létező, csak a mindennapi érintkezésben használt – élő latin nyelvjárásra. Ennek eredményeként születtek meg fokozatosan azok az iratok, amelyeket ma az újlatin nyelvek első emlékeinek nevezünk. Amennyiben viszont ragaszkodunk a hagyományos „vulgáris latin” megnevezéshez, mivel ez – a fentebb leírtak alapján – a mindenkor beszélt latin nyelvváltozatokra utal, valójában ma is „vulgáris latinul” beszélnek az olaszok, a spanyolok, a franciák stb.

## A vulgáris latin jellemzői
A kései latin mind hangtanában, mind alak- és mondattanában különbözött a klasszikus nyelvhasználattól. A főbb közös jellemzőket az alábbiakban ismertetjük.

### Hangtan
A magánhangzóknál a hangsúly hatására eltűnt a hosszú–rövid fonológiai szembenállás: a mennyiségi (kvantitatív) megkülönböztetést minőségi (kvalitatív) váltotta fel. Az eredeti rövid magánhangzók (melyeket nyíltabban is ejtettek) a hangsúly hatására megnyúltak, és nyíltságuk vált megkülönböztetővé (majd ezek hangsúlyos helyzetben sok helyütt kettőshangzókká alakultak), míg az eredetileg hosszú (és zártabban ejtett) magánhangzók hangsúlytalan helyzetben lerövidültek, hangsúlyos helyzetben pedig zártságuk került előtérbe. A hosszúság ezért elvesztette eredeti fonológiai szerepét, és csupán a hangsúly másodlagos kísérőjelenségévé vált. Az eredeti kettőshangzók (ae, au, oe) is egyszerű magánhangzókká alakultak (lásd az alábbi táblázatot).
| Kiejtés          | ă   | ā    | ĕ   | ē    | ĭ   | ī    | ŏ   | ō    | ŭ   | ū    | y         | ae   | oe   | au   |
| ---------------- | --- | ---- | --- | ---- | --- | ---- | --- | ---- | --- | ---- | --------- | ---- | ---- | ---- |
| Klasszikus latin | [a] | [aː] | [ɛ] | [eː] | [ɪ] | [iː] | [ɔ] | [oː] | [ʊ] | [uː] | [y], [yː] | [ai] | [oi] | [au] |
| Vulgáris latin   | [a] | [a]  | [ɛ] | [e]  | [e] | [i]  | [ɔ] | [o]  | [o] | [u]  | [i]       | [ɛ]  | [e]  | [ɔ]  |

A köznyelvben már bizonyos szóvégi mássalhangzókat nem ejtettek (-m, -t, és gyakran az -s), amelyeknek olykor megkülönböztető szerepük volt a névszó- és igeragozásban: többek között ezzel magyarázható a névszóragozás erőteljes leegyszerűsödése. Ezen kívül a legjellemzőbb vulgáris latin sajátosság a /k/ és /g/ hangok palatalizációja a /ke, ki/ és /ge, gi/ szótagokban, amelyeket valószínűleg már a klasszikus korban jésítve ejtettek – [kʲe, kʲi] és [gʲe, gʲi] – később már palatális [c]- és [ɟ]-ként valósultak meg (magyar ty és gy), a középkorban pedig a keleti latinságban [t͡ʃ] és [d͡ʒ] (magyar cs és dzs), nyugaton pedig [t͡s > s] és [d͡ʒ > ʒ] (magyar sz és zs) hangokká alakultak. A magánhangzók közötti egyszerű s-t a klasszikus nyelvvel ellentétben [z]-nek, az ss-t [s]-nek ejtették. Szintén közös vulgáris latin sajátosság a -ct-, -pt-, -x- és egyéb „művelt” mássalhangzó-kapcsolatok leegyszerűsödése, illetve átalakulása: a nyelvjárások többségében a zárhang komponens valamilyen változást szenvedett: az olaszban hasonult a második elemhez, így hosszú mássalhangzók keletkeztek, míg a legnyugatibb nyelvjárásokban palatalizálódott és teljesen új hang keletkezett, vagy eltűnt. A klasszikus korszakban az eredetileg mindig [ti]-nek hangzó ti+magánhangzó csoportot a vulgáris latinban félhangzós [t͡si-]-ként (magyar ci-) ejtették, majd a nyugati nyelvjárásokban, már újlatin fejleményként, réshanggá vált [si-].

### A névszóragozás leegyszerűsödése
A klasszikus latin névszóragozás redukciója két fő okra vezethető vissza. Az egyik, amint már említettük, a szóvégi mássalhangzók lekopása, amelyek a legtöbbször az esetragokat jelölték, illetve szintén ehhez kapcsolódik a hosszú–rövid magánhangzó szembenállás eltűnése, amely szintén megkülönböztethetett bizonyos eseteket (lásd a táblázatot). Ez a hangtani jellegű változás mindazonáltal még nem indokolja az esetrendszer teljes, már az újlatin nyelvekre jellemző eltűnését, hiszen ugyanúgy érintette az igeragozást is, amely viszont mégsem tűnt el, sőt, még összetettebbé vált a születő újlatin nyelvekben. A másik okot tehát a mondattanban kell keresni. A latin szavakat ugyanis általában elöljárószóval használták a mondatokban, a névszóragozással együttesen (amely eleve bonyolult és sokszor következetlen volt), vagyis az elöljárószó és névszó kapcsolata már önmagában kifejezte a jelentésviszonyokat. Következésképpen a névszóragozás lassan szükségtelenné vált, és bőven beérte a szám és a nyelvtani nem megkülönböztetésével.
| Eset        | Klasszikus | Vulgáris | Spanyol    | Olasz      | Francia    | Jelentése                |
| ----------- | ---------- | -------- | ---------- | ---------- | ---------- | ------------------------ |
| Nominativus | rosa       | rosa     | rosa       | rosa       | rose       | „rózsa”                  |
| Accusativus | rosam      | rosa     | rosa       | rosa       | rose       | „rózsát”                 |
| Genitivus   | rosae      | rose     | de la rosa | della rosa | de la rose | „a rózsának a…” [rózsáé] |
| Dativus     | rosae      | rose     | a la rosa  | alla rosa  | à la rose  | „a rózsának” [részére]   |
| Ablativus   | rosā       | rosa     | rosa       | rosa       | rose       | (minden más viszony)     |

Az esetrendszer leegyszerűsödése, amint a táblázatból jól látható, az eredeti esetek teljes összekeveredését is eredményezte, s ennek következtében, mivel a szavak legtöbbször nem alanyesetben, hanem tárgyesetben fordultak elő a szövegkörnyezetekben, ez lett a szavak általánosan használt formája, egyben a kialakuló újlatin nyelvek szókincsébe kerülésének alapvető módja, bár természetesen voltak kivételek, főleg a művelt átvételek miatt.
A névszóragozás redukciójához tartozik szintén a semlegesnem eltűnése a legtöbb nyelvjárásban, egyedül a román nyelv, valamint maradványait a névmásrendszerben a spanyol nyelv őrizte meg. Az eredeti semlegesnemű alakok olykor a hím-, máskor a nőnembe olvadtak bele, de jellemzően hímneműekké váltak.

### A többes szám képzési módjai
A többes szám képzésében szintén kétfelé oszlott a kései latinság: míg nyugaton a tárgyesetű alakok -s-szel képzett többes száma terjedt el, addig a keleti latinság az alanyesetű o és a tövű többes számot vitte tovább. Bár ez utóbbi tekintetében megoszlanak a nyelvészek nézetei. Egyesek úgy vélik, hogy eredetileg mindenhol -s-szel képezték a többes számot a vulgáris latinban változatokban, csak mivel a keleti latinságban eltűnt a szóvégi -s, más megoldást kellett keresni: s ezt váltotta fel az alanyesetű többes szám. Mások szerint maga az -i, -e többes számú képzési mód is az -es-ből származik, azonban ez a feltételezés hangtanilag nehezen igazolható.

### A mutatónévmások határozott névelő jellegű használata
A klasszikus latin nyelvhasználatban nem létezett a határozott névelő. A beszélt változatokban azonban a középkorra, az eredetileg „az” jelentésű ille, illa, illud; illos, illas mutatónévmás mindinkább elvesztette valódi névmásfunkcióját, és határozott névelőként kezdték el használni. Későbbi, már újlatin fejlemények nyomán e névmások különböző alakváltozásokat, rövidüléseket szenvedtek, s így alakultak ki az újlatin nyelvek határozott névelői.

### Az igeragozási rendszer
A vulgáris latinban az igeragozási rendszer átalakult ugyan, de nem szenvedett lényeges változásokat a névszóragozáshoz képest. A négy igeragozási csoport (-áre, -ére, ´-ere és -íre) megmaradt, bár később néhány újlatin nyelvben (spanyol, portugál és szárd) háromra redukálódott (a második és harmadik igeragozás között eleve csak a hangsúlyban volt különbség). A passzív igeragozás eltűnt, helyét a visszaható névmások, illetve igei körülíró szerkezetek váltották fel (például a latin amatur alaknak a vulgáris latinban est amatu felel meg).
Az esse (létige) és az habere („neki van”) igékkel képzett körülíró szerkezetek használata általános volt, később – már újlatin fejleményként – ebből alakultak ki az összetett igeidők (pl. habeo caballu comparatu „vásároltam egy lovat” → az olaszban ho comprato un cavallo, a spanyolban he comprado un caballo, a románban am cumparat un cal, stb.; vagy comparare habeo caballu „vásárolni fogok egy lovat” → az olaszban comprerò un cavallo, a spanyolban compraré un caballo, stb.).
Az igei személyragok a vulgáris latinban nem voltak egységesek; képzésükben alapvetően a keleti és a nyugati latinság között voltak különbségek. Az alábbi táblázat a cantare „énekelni” ige vulgáris latin ragozását probálja bemutatni (bizonyos alakok csak feltételezettek).
| Klasszikus latin | Vulgáris latin | Vulgáris latin |
| Klasszikus latin | Nyugati        | Keleti         |
| ---------------- | -------------- | -------------- |
| canto            | canto          | canto          |
| cantas           | cantas         | canti          |
| cantat           | canta          | canta          |
| cantamus         | cantamos       | cantamo        |
| cantatis         | cantades       | cantate        |
| cantant          | cantan         | cantan         |

### A szórend
A klasszikus latinban a szórend teljesen szabad volt, általában a mondat végén álló igével. A névszóragozás ugyanis egyértelműen meghatározta a különböző jelentésviszonyokat. A vulgáris latinban viszont a leegyszerűsödött esetrendszer már nem volt képes ellátni eredeti funkcióját, így szórend kötöttebbé vált: az alany–állítmány–tárgy sorrend volt a jellemző.

## Példák vulgáris latin nyelvhasználatra
Az alábbi tréfás mondat a latin nyelv három különböző korszakának nyelvhasználatát szemlélteti: 1) aranykori (klasszikus), 2) köznyelvi '(vulgáris)', 3) kései köznyelvi latinsággal, valamint 4) magyar fordításban:
A következő szöveg már egy kései, a 844-ből származó földbirtoklási szerződés kivonata Hispania területéről. A szövegből jól kivehetők egyes szavak, amelyek már az óspanyol nyelvállapothoz állnak közelebb: